# Pietro (sebastocratore)
Pietro (in bulgaro Петър?; fl. XIII secolo) era un nobile bulgaro che aveva l'alta carica di sebastocratore intorno al 1253. Sposò Anna Teodora Asen, figlia di Ivan Asen II di Bulgaria. Governò importanti territori in Bulgaria durante il regno di suo cognato, Michele II Asen.